# Carlota Gooden
Carlota Gooden (* 7. Juni 1936 in Panama-Stadt) ist eine ehemalige panamaische Sprinterin.
Bei den Juegos Bolivarianos 1951 siegte sie über 50 m und 100 m und bei den Zentralamerika- und Karibikspielen 1954 über 100 m.
1959 gewann sie bei den Panamerikanischen Spielen in Chicago Silber über 60 m und in der 4-mal-100-Meter-Staffel sowie Bronze über 100 m. 
1960 erreichte sie bei den Olympischen Spielen in Rom über 100 m das Viertelfinale und schied mit der panamaischen 4-mal-100-Meter-Stafette im Vorlauf aus. Bei den Iberoamerikanischen Spielen siegte sie über 100 m.

## Persönliche Bestzeiten
- 100 m: 11,6 s, 7. August 1960, Lima
- 200 m: 24,0 s, 14. August 1960, Lima